# تسویوشی شیمامورا
تسویوشی شیمامورا (انگلیسی: Tsuyoshi Shimamura؛ زادهٔ ۱۰ اوت ۱۹۸۵) بازیکن فوتبال اهل ژاپن است.